# アピールプレイ
アピールプレイとは、野球で、守備側チームが、走者の規則に反した行為を指摘して、審判員に対してアウトを主張し、その承認を求める行為である（公認野球規則 5.09(c)）。

## 概要
アピールプレイは、走者が進塁または帰塁する際に塁を踏み損ねた（空過した）場合、あるいは飛球が捕らえられた際にタッグアップを正しく行わなかった場合などに起こる。走者が正規に走塁を行っていないことに守備側が気づいた場合、野手はボールを持って、走者の身体または正規の走塁が行われなかった塁に触球し、審判員に分かるように動作や言葉でアピールする。審判員がこのアピールを認めた場合は、その走者はアウトになる。このようなアウトはアピールアウトと呼ばれる。
審判員は、走者が正規の走塁を行っているかどうか常に確認する必要がある。しかし、走者が正規の走塁を行っていないことに気づいても、如何なる人に対してもそのことについての確認を求めたり注意を喚起したりしてはならない。守備側からアピールがなく次のプレイが1つでも行われたり、野手（投手および内野手）がファウルラインを越えたりした場合は、守備側のアピールする権利は失われ、その走塁や打撃は正当化されてしまう。
また、サヨナラゲームにおいて、たとえ審判員が攻撃側の正規の走塁を確認した場合でも、直ちには試合終了を告げることはない。アピール権が存する場合にのみ、審判員が試合終了を告げずグラウンド内に留まるとすれば、暗にアピール権の存在を守備側に示すことになるからである。よって、守備側の選手が引き上げるまでは、グラウンド内に審判員が留まっている。

### アピールアウト
次の場合、守備側から審判員にアピールがあれば、攻撃側プレーヤーはアウトになる。
- 飛球が捕らえられた際に、走者の離塁が捕球よりも早かった（タッグアップが早かった）とき、あるいは走者がすでに離塁していて帰塁しようとしている（リタッチ義務が残っている）ときに、野手が走者の身体または帰るべき塁に触球した場合。ただし後者のケースでは野手の動作や言葉によるアピールなしでも審判員は直ちにアウトを宣告する。これは、ほかにも走者が残っていて、守備側がこれら走者のアウトを狙って次のプレイを行う必要が認められる場合にはこれが優先されるとの解釈による。さらには、上記解釈によりアウト宣告がなされるのであれば、残り走者がいないケースにおいてもそれをしてはならない理由はないとの発展解釈により、これまたアウト宣告が行われる。
- 走者が塁を踏み損ねた（空過した）とき、野手が走者の身体または踏み損ねた塁に触球して審判員にアピールした場合。
- 一塁を駆け抜けた打者走者が、直ちに一塁に帰らないでダッグアウトまたは自己の守備位置に行こうとしたため、野手が打者走者の身体または一塁に触球して審判員にアピールした場合。
- 本塁に突っ込んだ走者が、本塁に触れておらず、しかも触れなおそうともしていないときに、野手が走者の身体または本塁に触球して審判員にアピールした場合。
- 打順間違いにより、本来打席に立つべき者以外が打撃を行いその打席を終了した場合、守備側からアピールがあればその打撃結果によらず正式打順であった選手がアウトになる。（打つ前に守備側が指摘した場合はアウトにはならず正式打順の選手と交代させられる）

第3アウトがフォースアウトもしくは打者走者の一塁アウトの場合は、先に他の走者が本塁を踏んでいても得点が成立しないのに対し、アピールアウトの場合は、これより先に本塁を踏んでいる走者の得点は成立する。同じ「塁を踏んでアウトにする」プレイに見えるが、アピールアウトはこの点でフォースアウトと区別されなければならない。ただし、アピールアウトがフォースアウトもしくは打者走者の一塁アウトの形をとる場合（柵越え本塁打での一塁空過など）もあるので、どのような状態でのアウトなのかを見極める必要がある。
アピールアウト成立の時期は、審判員へのアピールが完了したときや審判員がアウトを宣告したときではなく、走者または塁へ触球したときである。アピールがフォースアウトもしくは打者走者の一塁アウトの形をとらない場合に走者が得点しようとしていた場合、審判員は、走者が本塁に触れたときとアピールアウトが成立したときのどちらが先かを明示する必要がある（タイムプレイ）。

## アピールの方法
アピールはボールインプレイ中で、且つ次のプレイを行う前までに行わなければならない。ボールデッド中のプレイ（柵越え本塁打の際の塁空過など）に対するアピールは、次に球審がプレイを宣告した直後に行わなければならない。投手が打者に対して次の一球を投げたり、投手を含めた全ての野手がアピールとは関係ないプレイ（牽制球などのアピールと関係ない塁への送球、ボークなど）を行ってしまうと、アピールの権利が消滅する。ただし、複数の塁でアピールすべきプレイがあったときに、他の塁でのアピールプレイは、他のアピールプレイの権利の消滅にはならない。
審判員がアピールを受け付け、そのアピールを支持する場合にはアウト、支持しない場合にはセーフの宣告をする。ボールデッド中にアピールがあった場合には、審判員はボールデッド中であることのみ野手に伝え、アピールを受け付けてはならない。1つの塁について複数の走者が通過した場合は、どの走者が塁を踏まなかったかを審判員に明示しなければならない（審判員も、どの走者についてのアピールか尋ねる必要がある）が、仮に間違えてアピールしてしまった場合でも、その塁を通過した走者の数まではアピールを繰り返すことができる。

## 第3アウトの置き換え
守備側は1イニング中において第3アウトを成立させた後であってもアピールプレイを行うことが認められている。このアピールが認められた場合、審判員は当該イニング内における4つ目のアウトを宣告するが、このアウトは第4アウトとして記録されず、既に成立していた第3アウトまでの記録を取り消して、アピールによって得られた第4アウトを記録上の第3アウトとして記録する。これを「第3アウトの置き換え」という。イニング終了時（第3アウト成立後）におけるアピールは、投手および内野手全員がフェア地域を離れた時点でその権利が消滅する。そのため投手および内野手全員がでた後では、外野手がアピールしてもそれは認められていない。
二死一・二塁の状況において打者が外野に打球を放った。それを受け二塁走者は三塁→本塁と進塁し得点、一塁走者も本塁突入を狙ったが外野からの返球を受けた捕手が一塁走者に本塁手前で触球（三死）。打者の二塁打と攻撃側の得点、一塁走者の走塁死が記録された上で第3アウトが成立した。しかし守備側は、二塁走者が進塁の際に三塁を踏み損ねていたとして三塁に送球、触球しアピール。このアピールプレイが認められた場合、二塁走者は三塁でアウトとなり（四死）その一連のプレイが第3アウトに置き換えられるためその得点は無効となる。またこの場合、二塁走者は三塁でフォースアウトになったことになるので、打者の二塁打も取り消され、打数のみが記録される。
第3アウトの置き換えにまつわる有名なエピソードとして、水島新司の漫画『ドカベン』で描かれた「ルールブックの盲点の1点」がある。

## アピールプレイの重要性
アピールプレイは、
- 相手の走塁ミスを目聡（めざと）く見張っている
- プレイが一段落した後で審判員にアピールするのが告げ口をしているように見える
- 気付かずに進塁した走者が離れたところでアウト宣告され、事後に裁かれたような気持ちになる

など、守備側が相手のミスにつけこんだかのようなイメージを持たれることがある。しかしアピールプレイは、1つのアウトを取るという点で、「ゴロを捕って送球する」「フライを捕球する」など通常行われるプレイで取ったアウトと価値は等しく、もちろんルールに基づいた正当なプレイである。
また、実際にアピールプレイを行うためには、
- ボールを追って守備をするプレイを行いながら相手の走塁を確認すること
- 適切なタイミングで味方に送球を要求すること
- 審判員に明示的にアピールすること

が必要であり、しかもボールインプレイ中に走者のいない箇所へ送球することで、ともすると走者に不意をつかれ余塁を奪われる可能性も考えられる。
ルールに基づいて正確に、しかも走者に隙を見せることなくアピールするプレイは野球における頭脳戦と捉えることもできる。